# Made of Stars
Made of Stars är en låt framförd av sångaren Hovi Star.
Låten är Israels bidrag till Eurovision Song Contest 2016 i Stockholm. Den kommer framföras i den andra semifinalen i Globen den 12 maj 2016.